# Valegro
Valegro är en valack född 17 november 2002, efter Negro - Gershwin. 

## Biografi
Valegro är 165 cm hög och har smeknamnet Blueberry. Han tävlades inom dressyr av den brittiska dressyrryttaren Charlotte Dujardin fram till december 2016, då han pensionerades. De två har varit ett mycket framgångsrikt dressyrekipage; deras meriter inbegriper bland annat lagguld och individuellt guld från OS i London 2012, ett lagsilver och individuellt guld från OS i Rio 2016, dubbla individuella guld från VM i Normandy 2014 (i både Grand Prix Special och Grand Prix Kür), och världsrekord i både Grand Prix, Grand Prix Special och Grand Prix Kür, som står sig än idag.